# William P. Fay
William Patrick Fay († 7. September 1969 in Dublin) war ein irischer Diplomat.
Fay wurde 1931 in das Bar Council of Ireland aufgenommen und praktizierte bis 1937 als Rechtsanwalt. Ab diesem Zeitpunkt begann er im Justizministerium (Department of the Attorney General) zu arbeiten. Später wechselte er in das Außenministerium und bekleidete verschiedene Posten. Unter anderem war er von 1947 bis 1950 Geschäftsträger an der irischen Vertretung in Brüssel sowie von 1950 bis 1951 irischer Gesandter in Norwegen und Schweden.
Während seiner weiteren diplomatischen Karriere war Fay  Botschafter in Frankreich, von 1960 bis 1964 Botschafter in Kanada und danach von 1964 bis zu seinem Tod Botschafter in den Vereinigten Staaten. Fay starb an den Folgen einer Gehirnoperation, der er sich in Dublin unterzogen hatte.